# Белизе на Светском првенству у атлетици у дворани 2018.
Ово је друго учешће Белизеа на Светским првенствима у атлетици у дворани које је одржано у Бирмингему од 1. до 4. марта. Репрезентацију Белизеа представљао је 1 атлетичар који се такмичио у трци на 60 метара.,
На овом првенству такмичар са Белизеа није освојио ниједну медаљу.

## Учесници
Мушкарци:
- Шон Гил — 60 м

## Резултати

### Мушкарци
| Атлетичар | Дисциплина | Лични рекорд | Квалификације | Квалификације | Полуфинале           | Полуфинале           | Финале               | Финале       | Детаљи |
| Атлетичар | Дисциплина | Лични рекорд | Резултат      | Место         | Резултат             | Место                | Резултат             | Место        | Детаљи |
| --------- | ---------- | ------------ | ------------- | ------------- | -------------------- | -------------------- | -------------------- | ------------ | ------ |
| Шон Гил   | 60 м       | 6,99         | 6,96 ЛР       | 6. у гр. 5    | Није се квалификовао | Није се квалификовао | Није се квалификовао | 34 / 49 (52) |        |